# Долче
Долчѐ (на италиански: Dolcé; на венециански: Dolsè, Долсе) е малко градче и община в Северна Италия, провинция Верона, регион Венето. Разположено е на 115 m надморска височина. Населението на общината е 2625 души (към 2015 г.).